# Eryngium pusillum
Eryngium pusillum är en flockblommig växtart som beskrevs av Boiss. non L. Eryngium pusillum ingår i släktet martornar, och familjen flockblommiga växter. Inga underarter finns listade i Catalogue of Life.